# Юліус Зеєр
Юліус Зеєр (Julius Zeyer, 26 червня 1841 — 29 січня 1901) — чеський поет, письменник, драматург, представник неоромантизму.

## Життєпис
Походив зі старовинного французького шляхетського роду з боку батька, по материнській лінії — із заможної покатоличеної жидівської родини. Народився у Празі в 1841 році, рано втратив батька. Разом із матір'ю вимушений був зайнятися сімейною справою з деревообробки, навчався на теслю у Відні, де закінчив реальне училище. У 1861 році став працювати в теслярній майстерні у Відні. Потім мешкав у Німеччині, Швейцарії та Франції. В цей час захопився літературою.
По поверненні до Праги вступив на філософський факультет Карлового університету. Водночас активно займався вивченням іноземних мов — англійської, французької, італійської, іспанської, російської, польської, санскриту і коптської. У 1873 році вийшло перше його оповідання «Красиві зубки». З 1882 року був вихователем дітей графа Гарраха. Згодом продовжив свої мандрівки. З 1887 року побував у Нідерландах, Бельгії, Іспанії, Польщі, Україні (на півострові Крим), де він був кілька разів як вихователь, Словенії, Хорватії, Африці, країнах Далекого Сходу.
У 1899 році повернувся до Праги, де мешкав зі своїм коханцем Йозефом Главкою. Помер від серцевої недостатності у 1901 році у Празі.

## Творчість
Основу поетичної творчості Зеєра складають твори епічного характеру. Найвідоміші з них цикли патріотичних віршів «Вишеград» (1880 рік) і «Прихід Чеха» (1886 рік), присвячені легендарному минулому Чехії.
У творі «Апокаліптичне бачення» 1881 року відображена сила народу, яка перемінить життя Чехії на краще.
Захоплення декадентством та неоромантизмом відобразилося у романі «Ян Марія Плойгар» (1888 рік), присвячений розкриттю душевного світу чеського інтелігента. романи "Будинок «У потопаючої зірки» (1894 рік), «Три легенди про розп'яття» (1895 рік) сповнені песимізму, розчарування, їх герої живуть і вмирають в чужому для себе середовищі, на самоті.
Перебування в Україні відобразилося в творчості Зеєра — «Пісня про помсту за Ігоря» (1882 рік), «Пісня про горе доброго молодця Романа Васильовича».
У драматургії, Зеєр волів історичні та казкові сюжети, зупиняє свою увагу на словацькій народній казці — за її мотивами у 1898 році створює драму «Радуз і Магулена», за мотивами якої у 1970 році знято кінофільм.